# Coppa UEFA 1995-1996
La Coppa UEFA 1995-1996 è stata la 25ª edizione della terza competizione continentale. Venne vinta dal Bayern Monaco nella doppia finale contro il Bordeaux, proveniente dalla Coppa Intertoto UEFA: questo è stato il migliore risultato in assoluto di una formazione proveniente dal torneo estivo di accesso alla Coppa UEFA. Dopo 7 edizioni consecutive non arrivarono squadre italiane in finale. Con questo risultato, il Bayern Monaco divenne la terza squadra, dopo Juventus ed Ajax, a vincere almeno una volta le tre principali competizioni europee gestite dalla UEFA.

## Formula
Sulla base del ranking UEFA del 1994, i Paesi Bassi persero il suo terzo posto come l'Ungheria il suo secondo, mentre Israele guadagnò una rappresentante in più. Con una decisione transitoria, la Confederazione continentale decise di considerare per il momento ancora in un conto unico il ranking delle due eredi della defunta Cecoslovacchia, che altrimenti sarebbero risultate oltremodo penalizzate.
Nel frattempo la UEFA definì meglio in maniera matematica i nuovi criteri di ingresso già delineati l'anno prima tramite inviti: la tradizionale tabella del 1979 venne definitivamente allungata di quattro unità, portando a 36 le federazioni con diritto ad un posto UEFA, elevando il totale di queste partecipanti da 64 a 68. A queste di aggiungevano le escluse dalla Coppa dei Campioni, stavolta salite all'ultimo istante a 23 grazie alla revoca delle sanzioni ONU alla Serbia-Montenegro. Da questa stagione si inserirono anche le 2 vincitrici dell'Intertoto, un torneo estivo facoltativo per squadre di secondo piano appena acquistato dalla Confederazione continentale, e 3 club insigniti del premio fair-play, un riconoscimento di una giuria di esperti per le società più virtuose in campo e sugli spalti. Si arrivava così ad un totale di 96, ossia il 50% in più rispetto al vecchio organico tradizionale.

## Turno preliminare
Gli incontri Tirol Innsbruck - Strasburgo e Karlsruhe - Bordeaux erano valevoli come semifinali assegnatarie della Coppa Intertoto UEFA 1995.
| Squadra 1         | Totale | Squadra 2          | Andata | Ritorno         |
| ----------------- | ------ | ------------------ | ------ | --------------- |
| Omonia            | 5 - 1  | Sliema Wanderers   | 3 - 0  | 2 - 1           |
| Sparta Praga      | 4 - 2  | Galatasaray        | 3 - 1  | 1 - 1           |
| Afan Lido         | 1 - 2  | Jelgava            | 1 - 2  | 0 - 0           |
| Apollōn Smyrnīs   | 2 - 3  | Olimpia Lubiana    | 1 - 0  | 1 - 3           |
| Bangor City       | 0 - 5  | Widzew Łódź        | 0 - 4  | 0 - 1           |
| Brøndby           | 6 - 0  | Inkaras Kaunas     | 3 - 0  | 3 - 0           |
| Crusaders         | 1 - 6  | Silkeborg          | 1 - 2  | 0 - 4           |
| Dinamo Bucarest   | 1 - 2  | Levski Sofia       | 0 - 1  | 1 - 1 (dts)     |
| Dundalk           | 0 - 4  | Malmö FF           | 0 - 2  | 0 - 2           |
| Jeunesse Esch     | 0 - 4  | Lugano             | 0 - 0  | 0 - 4           |
| VSS Košice        | 1 - 3  | Újpest             | 0 - 1  | 1 - 2           |
| FCU Craiova       | 0 - 0  | Dinamo Minsk       | 0 - 0  | 0 - 0 (1-3 dcr) |
| Fenerbahçe        | 6 - 0  | Partizani Tirana   | 2 - 0  | 4 - 0           |
| Vardar            | 3 - 0  | Samt'redia         | 1 - 0  | 2 - 0           |
| Glenavon          | 1 - 0  | FH Hafnarfjörður   | 0 - 0  | 1 - 0           |
| Hibernians        | 2 - 7  | Čornomorec'        | 2 - 5  | 0 - 2           |
| Kəpəz             | 1 - 9  | Austria Vienna     | 0 - 4  | 1 - 5           |
| Lillestrøm        | 4 - 1  | Flora Tallinn      | 4 - 0  | 0 - 1           |
| Motherwell        | 3 - 3  | MyPa               | 1 - 3  | 2 - 0           |
| Örebro            | 0 - 3  | Avenir Beggen      | 0 - 0  | 0 - 3           |
| Botev Plovdiv     | 2 - 0  | Dinamo Tbilisi     | 1 - 0  | 1 - 0           |
| Slavia Sofia      | 0 - 3  | Olympiacos         | 0 - 2  | 0 - 1           |
| Raith Rovers      | 6 - 2  | GÍ Gøta            | 4 - 0  | 2 - 2           |
| Stella Rossa      | 0 - 1  | Neuchâtel Xamax    | 0 - 1  | 0 - 0           |
| Shelbourne        | 0 - 6  | ÍA Akraness        | 0 - 3  | 0 - 3           |
| Slovan Bratislava | 6 - 0  | Osijek             | 4 - 0  | 2 - 0           |
| Sturm Graz        | 1 - 2  | Slavia Praga       | 0 - 1  | 1 - 1           |
| Tirana            | 0 - 3  | Hapoel Be'er Sheva | 0 - 1  | 0 - 2           |
| Skonto            | 1 - 2  | Maribor            | 1 - 0  | 0 - 2           |
| TPV               | 1 - 7  | Viking             | 0 - 4  | 1 - 3           |
| Zagłębie Lubin    | 1 - 0  | Širak              | 0 - 0  | 1 - 0           |
| Zimbru Chișinău   | 2 - 0  | Hapoel Tel Aviv    | 2 - 0  | 0 - 0           |
| Tirol Innsbruck   | 2 - 7  | Strasburgo         | 1 - 1  | 1 - 6           |
| Karlsruhe         | 2 - 4  | Bordeaux           | 0 - 2  | 2 - 2           |

## Trentaduesimi di finale
| Squadra 1                   | Totale | Squadra 2         | Andata | Ritorno         |
| --------------------------- | ------ | ----------------- | ------ | --------------- |
| Lugano                      | 2 - 1  | Inter             | 1 - 1  | 1 - 0           |
| Milan                       | 8 - 1  | Zagłębie Lubin    | 4 - 0  | 4 - 1           |
| Sparta Praga                | 2 - 2  | Silkeborg         | 0 - 1  | 2 - 1           |
| Monaco                      | 1 - 3  | Leeds Utd         | 0 - 3  | 1 - 0           |
| Bayern Monaco               | 5 - 1  | Lokomotiv Mosca   | 0 - 1  | 5 - 0           |
| Brøndby                     | 3 - 0  | Lillestrøm        | 3 - 0  | 0 - 0           |
| Čornomorec'                 | 1 - 1  | Widzew Łódź       | 1 - 0  | 0 - 1 (6-5 dcr) |
| Spartak-Alanija Vladikavkaz | 1 - 2  | Liverpool         | 1 - 2  | 0 - 0           |
| Fenerbahçe                  | 1 - 4  | Real Betis        | 1 - 2  | 0 - 2           |
| Austria Vienna              | 1 - 3  | Dinamo Minsk      | 1 - 2  | 0 - 1           |
| Vardar                      | 1 - 3  | Bordeaux          | 0 - 2  | 1 - 1           |
| Glenavon                    | 0 - 7  | Werder Brema      | 0 - 2  | 0 - 5           |
| Hapoel Be'er Sheva          | 0 - 12 | Barcellona        | 0 - 7  | 0 - 5           |
| Lierse                      | 2 - 5  | Benfica           | 1 - 3  | 1 - 2           |
| Malmö FF                    | 2 - 2  | Nottingham Forest | 2 - 1  | 0 - 1           |
| MyPa                        | 2 - 8  | PSV               | 1 - 1  | 1 - 7           |
| Neuchâtel Xamax             | 1 - 5  | Roma              | 1 - 1  | 0 - 4           |
| Olympiacos                  | 5 - 1  | Maribor           | 2 - 0  | 3 - 1           |
| Levski Sofia                | 1 - 3  | Eendracht Aalst   | 1 - 2  | 0 - 1           |
| Raith Rovers                | 3 - 2  | ÍA Akraness       | 3 - 1  | 0 - 1           |
| Lens                        | 13 - 0 | Avenir Beggen     | 6 - 0  | 7 - 0           |
| Strasburgo                  | 5 - 0  | Újpest            | 3 - 0  | 2 - 0           |
| Roda JC                     | 5 - 2  | Olimpia Lubiana   | 5 - 0  | 0 - 2           |
| Farense                     | 0 - 2  | Olympique Lione   | 0 - 1  | 0 - 1           |
| Friburgo                    | 1 - 2  | Slavia Praga      | 1 - 2  | 0 - 0           |
| Rotor                       | 2 - 2  | Manchester Utd    | 0 - 0  | 2 - 2           |
| Siviglia                    | 3 - 1  | Botev Plovdiv     | 2 - 0  | 1 - 1           |
| Slovan Bratislava           | 2 - 4  | Kaiserslautern    | 2 - 1  | 0 - 3           |
| Lazio                       | 7 - 1  | Omonia            | 5 - 0  | 2 - 1           |
| Viking                      | 1 - 2  | Auxerre           | 1 - 1  | 0 - 1           |
| Vitória Guimarães           | 3 - 1  | Standard Liegi    | 3 - 1  | 0 - 0           |
| Zimbru Chișinău             | 3 - 1  | Jelgava           | 1 - 0  | 2 - 1           |

## Sedicesimi di finale
| Squadra 1       | Totale | Squadra 2         | Andata | Ritorno     |
| --------------- | ------ | ----------------- | ------ | ----------- |
| Kaiserslautern  | 1 - 4  | Real Betis        | 1 - 3  | 0 - 1       |
| Lugano          | 1 - 3  | Slavia Praga      | 1 - 2  | 0 - 1       |
| Sparta Praga    | 6 - 3  | Zimbru Chișinău   | 4 - 3  | 2 - 0       |
| Auxerre         | 0 - 1  | Nottingham Forest | 0 - 1  | 0 - 0       |
| Roma            | 4 - 0  | Eendracht Aalst   | 4 - 0  | 0 - 0       |
| Brøndby         | 1 - 0  | Liverpool         | 0 - 0  | 1 - 0       |
| Barcellona      | 7 - 0  | Vitória Guimarães | 3 - 0  | 4 - 0       |
| Čornomorec'     | 0 - 4  | Lens              | 0 - 0  | 0 - 4       |
| Bordeaux        | 3 - 1  | Rotor             | 2 - 1  | 1 - 0       |
| Leeds Utd       | 3 - 8  | PSV               | 3 - 5  | 0 - 3       |
| Olympique Lione | 4 - 1  | Lazio             | 2 - 1  | 2 - 0       |
| Raith Rovers    | 1 - 4  | Bayern Monaco     | 0 - 2  | 1 - 2       |
| Strasburgo      | 1 - 3  | Milan             | 0 - 1  | 1 - 2       |
| Siviglia        | 2 - 2  | Olympiacos        | 1 - 0  | 1 - 2 (dts) |
| Benfica         | 3 - 2  | Roda JC           | 1 - 0  | 2 - 2       |
| Werder Brema    | 6 - 2  | Dinamo Minsk      | 5 - 0  | 1 - 2       |

## Ottavi di finale
| Squadra 1         | Totale | Squadra 2       | Andata | Ritorno     |
| ----------------- | ------ | --------------- | ------ | ----------- |
| Milan             | 2 - 0  | Sparta Praga    | 2 - 0  | 0 - 0       |
| Bayern Monaco     | 7 - 2  | Benfica         | 4 - 1  | 3 - 1       |
| Brøndby           | 3 - 4  | Roma            | 2 - 1  | 1 - 3       |
| Bordeaux          | 3 - 2  | Real Betis      | 2 - 0  | 1 - 2       |
| Nottingham Forest | 1 - 0  | Olympique Lione | 1 - 0  | 0 - 0       |
| PSV               | 2 - 1  | Werder Brema    | 2 - 1  | 0 - 0       |
| Siviglia          | 2 - 4  | Barcellona      | 1 - 1  | 1 - 3       |
| Slavia Praga      | 1 - 0  | Lens            | 0 - 0  | 1 - 0 (dts) |

## Quarti di finale
| Squadra 1     | Totale | Squadra 2         | Andata | Ritorno     |
| ------------- | ------ | ----------------- | ------ | ----------- |
| Milan         | 2 - 3  | Bordeaux          | 2 - 0  | 0 - 3       |
| Bayern Monaco | 7 - 2  | Nottingham Forest | 2 - 1  | 5 - 1       |
| Barcellona    | 5 - 4  | PSV               | 2 - 2  | 3 - 2       |
| Slavia Praga  | 3 - 3  | Roma              | 2 - 0  | 1 - 3 (dts) |

## Semifinali
| Squadra 1     | Totale | Squadra 2  | Andata | Ritorno |
| ------------- | ------ | ---------- | ------ | ------- |
| Bayern Monaco | 4 - 3  | Barcellona | 2 - 2  | 2 - 1   |
| Slavia Praga  | 0 - 2  | Bordeaux   | 0 - 1  | 0 - 1   |

## Finale
| Squadra 1     | Totale | Squadra 2 | Andata | Ritorno |
| ------------- | ------ | --------- | ------ | ------- |
| Bayern Monaco | 5 - 1  | Bordeaux  | 2 - 0  | 3 - 1   |

### Gara di andata
| Arbitro: | Serge Muhmenthaler |

|                       |           |  |
| Helmer 34’ Scholl 60’ | Marcatori |  |

| Bayern Monaco | Bordeaux |

| Bayern Monaco     |    |                     |             |     |
|                   |    |                     |             |     |
| P                 | 1  | Oliver Kahn         |             |     |
| D                 | 2  | Markus Babbel       |             |     |
| D                 | 3  | Christian Ziege     |             |     |
| D                 | 4  | Oliver Kreuzer      |             |     |
| D                 | 5  | Thomas Helmer       |             |     |
| C                 | 6  | Dietmar Hamann      |             |     |
| C                 | 7  | Mehmet Scholl       |             |     |
| C                 | 8  | Ciriaco Sforza      |             |     |
| A                 | 9  | Jürgen Klinsmann    |             |     |
| A                 | 10 | Lothar Matthäus (C) |             | 54’ |
| A                 | 11 | Jean-Pierre Papin   | Ammonizione | 70’ |
| Sostituzioni:     |    |                     |             |     |
| C                 | 15 | Dieter Frey         |             | 54’ |
| A                 | 16 | Marcel Witeczek     |             | 70’ |
| Allenatore:       |    |                     |             |     |
| Franz Beckenbauer |    |                     |             |     |

| Bordeaux      |    |                      |             |     |
|               |    |                      |             |     |
|               |    |                      |             |     |
| P             | 1  | Gaëtan Huard         |             |     |
| D             | 2  | François Grenet      |             |     |
| D             | 3  | Bixente Lizarazu (C) |             |     |
| D             | 4  | Jakob Friis-Hansen   |             |     |
| D             | 5  | Jean-Luc Dogon       |             |     |
| C             | 6  | Philippe Lucas       | Ammonizione |     |
| C             | 7  | Laurent Croci        | Ammonizione |     |
| C             | 8  | Daniel Dutuel        |             |     |
| A             | 9  | Didier Tholot        |             | 90’ |
| A             | 10 | Richard Witschge     | Ammonizione |     |
| A             | 11 | Anthony Bancarel     |             |     |
| Sostituzioni: |    |                      |             |     |
| C             | 15 | Cédric Anselin       |             | 90’ |
| Allenatore:   |    |                      |             |     |
| Gernot Rohr   |    |                      |             |     |

### Gara di ritorno
| Arbitro: | Vadzim Žuk |

|            |           |                                         |
| Dutuel 76’ | Marcatori | 53’ Scholl 65’ Kostadinov 78’ Klinsmann |

| Bordeaux | Bayern Monaco |

| Bordeaux      |    |                      |             |     |
|               |    |                      |             |     |
|               |    |                      |             |     |
| P             | 1  | Gaëtan Huard         |             |     |
| D             | 2  | Anthony Bancarel     |             |     |
| D             | 3  | Bixente Lizarazu (C) |             | 31’ |
| D             | 4  | Jakob Friis-Hansen   |             |     |
| D             | 5  | Jean-Luc Dogon       |             |     |
| C             | 6  | Philippe Lucas       |             | 81’ |
| C             | 7  | Zinédine Zidane      |             |     |
| C             | 8  | Laurent Croci        | Ammonizione | 57’ |
| A             | 9  | Didier Tholot        | Ammonizione |     |
| A             | 10 | Richard Witschge     | Ammonizione |     |
| A             | 11 | Christophe Dugarry   | Ammonizione |     |
| Sostituzioni: |    |                      |             |     |
| D             | 15 | François Grenet      |             | 81’ |
| C             | 14 | Daniel Dutuel        |             | 57’ |
| C             | 12 | Cédric Anselin       |             | 31’ |
| Allenatore:   |    |                      |             |     |
| Gernot Rohr   |    |                      |             |     |

| Bayern Monaco     |    |                     |             |     |
|                   |    |                     |             |     |
| P                 | 1  | Oliver Kahn         |             |     |
| D                 | 2  | Markus Babbel       | Ammonizione |     |
| D                 | 3  | Christian Ziege     |             |     |
| D                 | 4  | Thomas Strunz       |             |     |
| D                 | 5  | Thomas Helmer       | Ammonizione |     |
| C                 | 6  | Dieter Frey         | Ammonizione | 60’ |
| C                 | 7  | Mehmet Scholl       |             |     |
| C                 | 8  | Ciriaco Sforza      |             |     |
| A                 | 9  | Jürgen Klinsmann    |             |     |
| A                 | 10 | Lothar Matthäus (C) |             |     |
| A                 | 11 | Emil Kostadinov     |             | 75’ |
| Sostituzioni:     |    |                     |             |     |
| A                 | 15 | Marcel Witeczek     |             | 75’ |
| A                 | 16 | Alexander Zickler   |             | 60’ |
| Allenatore:       |    |                     |             |     |
| Franz Beckenbauer |    |                     |             |     |

## Classifica marcatori
| Gol |  |  | Giocatore           | Squadra       |
| --- |  |  | ------------------- | ------------- |
| 15  |  |  | Jürgen Klinsmann    | Bayern Monaco |
| 6   |  |  | Ronaldo             | PSV           |
| 5   |  |  | Mehmet Scholl       | Bayern Monaco |
|     |  |  | Luc Nilis           | PSV           |
| 4   |  |  | Davor Šuker         | Siviglia      |
|     |  |  | Francesco Moriero   | Roma          |
|     |  |  | Abel Balbo          | Roma          |
|     |  |  | Pierluigi Casiraghi | Lazio         |
|     |  |  | Roger               | Barcellona    |
|     |  |  | Bernd Hobsch        | Werder Brema  |
|     |  |  | Joël Tiéhi          | Lens          |